# 자동산화
자동산화(自動酸化, 영어: autoxidation)는 불꽃이나 전기적인 스파크의 개입없이 상온에서 산소와 반응하여 일어나는 산화를 의미한다. 자동산화라는 용어는 일반적으로 대기 온도에서 공기 중의 유기 화합물의 분해를 설명하는 데 사용된다. 음식물의 산패, 바니시 및 페인트의 건조, 고무의 소멸과 같은 많은 일반적인 현상이 자동산화에 기인하는 것일 수도 있다. 또한 자동산화는 화학과 생물학 산업 모두에서 중요한 개념이다. 따라서 자동산화는 상당히 광범위한 용어이며, 광산소화 및 촉매 산화의 예들을 포함한다.

## 같이 보기
- 산화환원반응